# Benzaldoxim
Benzaldoxim (auch Benzaldehydoxim) ist eine organische Verbindung aus der Gruppe der Oxime und leitet sich vom Benzaldehyd ab.

## Herstellung
Benzaldoxim kann durch Reaktion von Benzaldehyd mit Hydroxylaminhydrochlorid und Natriumhydroxid hergestellt werden, wobei das Hydrochlorid, überwiegend als (Z)-Isomer, erhalten wird. Unter geeigneten Bedingungen kann jedoch gezielt das (E)-Isomer hergestellt werden. Dazu wird die Herstellung unter Ausschluss von Feuchtigkeit in Benzol durchgeführt. Wird das Hydrochlorid der Verbindung mit Natriumhydroxid in Diethylether neutralisiert und dann wieder mit Ammoniumchlorid angesäuert wird, kann Benzaldehydoxim, in diesem Fall als (E)-Isomer mit Diethylether extrahiert werden.
Benzaldoxim kann außerdem aus Benzylbromid hergestellt werden, indem dieses unter Beleuchtung bei hoher Lichtstärke mit Isoamylnitrit und Hexabutyldistannan umgesetzt wird.

## Eigenschaften
Benzaldoxim zeigt (E)/(Z)-Isomerie. Das (Z)-Isomer schmilzt bei etwa 34–35 °C und kann eine stark unterkühlte Schmelze ausbilden, ohne dass eine Kristallisation auftritt. Das (E)-Isomer schmilzt unter schneller Erhitzung bei 130 °C, wandelt sich ansonsten aber mit der Zeit in das (Z)-Isomer um, insbesondere unter Erwärmung. Die Isomerisierung läuft außerdem leicht unter Einfluss von Licht ab. Die Verbindung ist bei erhöhter Temperatur thermisch instabil. Bei DSC-Messungen wird oberhalb von 230 °C die thermische Zersetzung beobachtet. Die Zersetzung verläuft mit einer Zersetzungswärme von −1717 kJ·kg−1 bzw. −208 kJ·mol−1 stark exotherm.

## Reaktionen
Durch die Umsetzung von Benzaldoxim mit Distickstofftetroxid wird Phenylnitrolsäure gebildet. Diese ist jedoch sehr instabil und zerfällt selbst bei 0 °C langsam unter Bildung von Benzoesäure. Wird Distickstofftetroxid im Überschuss eingesetzt, bildet sich Dinitrophenylmethan.